# Красная Заря (Краснодарский край)
Красная Заря —  посёлок  в Кущёвском районе Краснодарского края Российской Федерации. Входит в состав Первомайского сельского поселения.

## География
Расположен в северной части Приазово-Кубанской равнины.

Расположен в северной части Приазово-Кубанской равнины.

### Улицы
- ул. Ленинградская,
- ул. Мира,
- ул. Московская,
- ул. Степная.

## Население
| 2002 | 2010 |
| ---- | ---- |
| 453  | ↗472 |